# Aacanthocnema banksiae
Aacanthocnema banksiae är en insektsart som först beskrevs av Walter Wilson Froggatt 1901.  Aacanthocnema banksiae ingår i släktet Aacanthocnema och familjen spetsbladloppor. Inga underarter finns listade i Catalogue of Life.